# Pelagosaurus
Pelagosaurus is een geslacht van uitgestorven krokodilachtigen.
Hij leek erg op de moderne gaviaal, hoewel hij hier niet nauw mee verwant was. Dit wordt convergente evolutie genoemd.
Pelagosaurus had veel aanpassingen aan het leven in zee. Hij behoorde tot de familie der Teleosauridae, een groep van uitgestorven krokodilachtigen die zich aangepast had aan het leven in zee.
Pelagosaurus had de kenmerkende lange kaken voor deze groep en voedde zich net als de meeste andere leden vermoedelijk met vissen. Het was waarschijnlijk een snelle zwemmer en deelde een aantal kenmerken met enkele leden van de familie der Metriorhynchidae zoals Metriorhynchus, die nog beter aangepast waren aan het leven in zee.
Pelagosaurus wordt nu gezien als de mogelijke voorouder van de Metriorhynchidae. Onderzoekers zijn echter nog niet helemaal zeker over de classificatie van Pelagosaurus. Pelagosaurus kon drie meter lang worden en leefde in het vroeg-Jura in Europa.

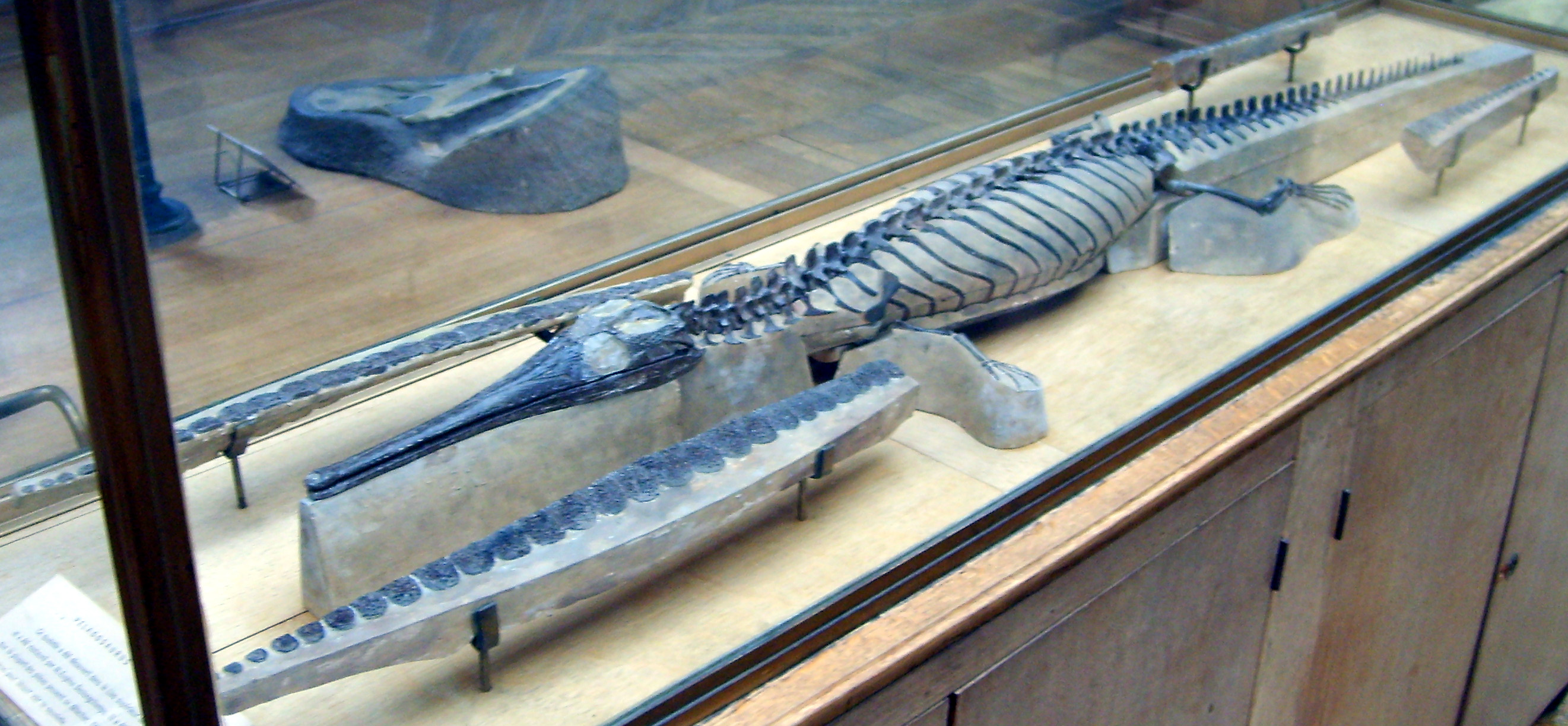
Skelet van Pelagosaurus typus.
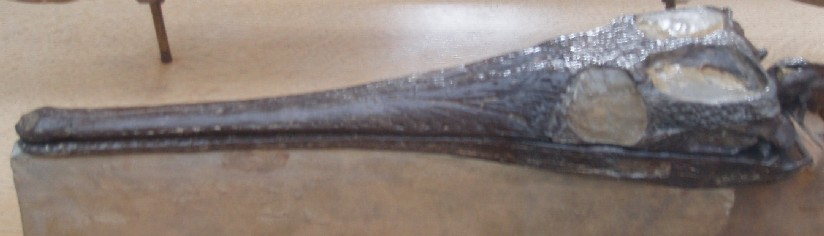
De schedel van Pelagosaurus typus.